# Gypsacanthus
- Commons
- Wikispecies

Gypsacanthus Lott, V.Jaram. & Rzed., segundo o Sistema APG II, é um gênero botânico da família Acanthaceae.

## Espécie
Apresenta uma única espécie:
- Gypsacanthus nelsonii
- «Lista das espécies»

## Nome e referências
Gypsacanthus Lott e outros , 1986

## Classificação do gênero
| Sistema | Classificação                       | Referência            |
| ------- | ----------------------------------- | --------------------- |
| APG II  | Ordem Lamiales, família Acanthaceae | APweb, versão 9, 2008 |